# District de Montauban
Le district de Montauban est une ancienne division territoriale française du département du Lot de 1790 à 1795, lequel s'étendait sur un territoire plus vaste jusqu'en 1808, date de création du département de Tarn-et-Garonne.
Il était composé des cantons de Montauban, Bruniquel, Caussade, Caylux, Lafrançaise, Molières, Montclar, Montpezat, Negrepelisse, Puilaroque et Réalville.